# 龙田 (下罗村)
龙田是中国广东省广州市从化区的一个自然村。在江埔街道东南面约6千米，属下罗村管辖。此村建村于约500年前村民由江西省将军曹迁来。由于村的后山有九鳅落湖，而鳅似龙，故得名龙田。1998年时，全村人口319人。